# Parque nacional Billy Barquedier
El parque nacional Billy Barquedier (en inglés: Billy Barquedier National Park) es un parque nacional en Belice, ubicado entre la milla 16,5 y 19 en la carretera Hummingbird en el distrito de Stann Creek, al sur de la ciudad de Belice. Se encuentra entre las cuencas del río Mullins y el Stann Creek.
El parque nacional consiste en aproximadamente 1.500 acres (6,07 kilómetros cuadrados) de bosque tropical conservado, asentado en la roca metasedimentaria de Santa Rosa. Billy Barquedier fue declarado parque nacional en 2001. Desde su fundación, el parque ha sido administrado por la Asociación de Conservación y Turismo Steadfast (STACA) junto con el Departamento Forestal de Belice. El parque consta de un hábitat protegido y una ruta de senderismo que conduce a la cascada Barquedier. La cascada es la principal atracción turística del parque, así como el principal suministro de agua a los tres pueblos de los alrededores.
El área que luego se convertiría en el parque nacional Billy Barquedier fue bautizada así a principios de la década de 1960, por el arroyo Billy Barquedier que la atraviesa. El arroyo se llama así en parte por  barquedier cercano (también deletreado barquadier o barcadere), una estructura similar a un muelle. Sin embargo, se desconoce el origen del nombre «Billy».
Es el hogar de una gran variedad de vida silvestre. Se dice que es un destino de observación de aves de primer orden, que ofrece vistas de varias especies de aves migratorias y otras especies endémicas, como la motmota de quilla y la curruca cerúlea. Otras especies que se ven a menudo en los senderos del parque son gibnuts, monos aulladores, jaguares y tapires, este último el animal nacional de Belice.